# Karl Förg
Karl Förg (* 20. Februar 1891; † n. e.) war ein deutscher Kommunalpolitiker (SPD).

## Werdegang
Förg lebte als Buchdrucker in Neuötting. Als 1925 die Baugenossenschaft Neuötting eG gegründet wurde, gehörte er dem ersten Vorstand der Genossenschaft an. Bei der Landtagswahl in Bayern 1933 kandidierte er als Ersatzmann auf der Liste der SPD. Förg wurde nach Ende des Zweiten Weltkriegs als Bürgermeister der oberbayerischen Stadt Neuötting eingesetzt. 1946 war er Mitglied im Beratenden Landesausschuss des Freistaats Bayern. 